# Tibouchina venosa
Tibouchina venosa är en tvåhjärtbladig växtart som beskrevs av Henry Allan Gleason. Tibouchina venosa ingår i släktet Tibouchina och familjen Melastomataceae. Inga underarter finns listade i Catalogue of Life.